# Плевенская область
Пле́венская о́бласть (болг. Плевенска област или болг. Област Плевен) — область в Северно-Центральном регионе Болгарии. Административный центр области — город Плевен. Областной управитель — Иван Новкиришки.

## География
Область расположена на нижнедунайской низменности. Северной границей области служит государственная граница Болгарии с Румынией проходящая по реке Дунай. На западе Плевенская область граничит с Врачанской областью, на юге с Ловечской областью, на востоке с Великотырновской областью. Площадь территории области — 4337 км².
Областной центр, город Плевен находится в 170 км от столицы страны — города София, в 320 км к западу от черноморского побережья, в 30 км южнее реки Дунай и на расстоянии около 70 км от гор Стара-Планина.

## Демография
Население составляет 269 752 человек (2011).
| Этнические группы (2011) | Этнические группы (2011) | Этнические группы (2011) | Этнические группы (2011) | Этнические группы (2011) |
| Этническая группа        |                          |                          | Процент                  |                          |
| ------------------------ | ------------------------ | ------------------------ | ------------------------ | ------------------------ |
| Болгары                  |                          |                          | 91.4 %                   |                          |
| Цыгане                   |                          |                          | 4.2 %                    |                          |
| Турки                    |                          |                          | 3.6 %                    |                          |
| Другие                   |                          |                          | 0.8 %                    |                          |

По переписи 2001 года, население области было 311 985 человек, болгары составляли большинство в 280 475 человек. 16 931 человек были зарегистрированы как турки (хотя часть из них включают цыган) и 9777 человек — цыгане. Из них:
- 275 112 человек объявило себя православными христианами, 15 681 человек — мусульманами, 7065 человек — католиками;
- 283 626 человек считают родным языком болгарский, 14 947 человек — турецкий, а 8861 человек — цыганский.

По состоянию на 31 декабря 2008 года в области проживали 294 277 жителей, в том числе:
- мужчин — 143 199 чел.
- женщин — 151 078 чел.
- городское население — 192 443 чел., из них:
  - мужчин — 93 521 чел.
  - женщин — 98 922 чел.
- сельское население — 101 834 чел., из них:
  - мужчин — 49 678 чел.
  - женщин — 52 156 чел.

Смертность среди населения области преобладает над рождаемостью, естественный прирост населения отрицательный, убыль за 2008 год составила 2497 человек (мужчины — 1452 чел., женщины — 1045 чел.). За счёт внутренней и внешней миграции общее население области сократилось на 1154 чел., (мужчин на 589 чел., женщин на 565 человек).

## Административно-территориальное устройство

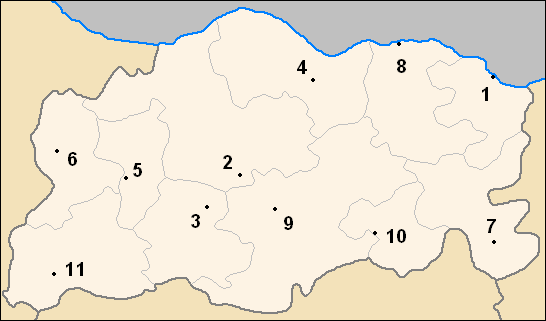
Общины Плевенской области

Административно область делится на 11 общин:
1. Белене (10 892 человека, на 15.01.2010[8])
2. Долна-Митрополия (21 977 человек, на 15.01.2010 15[8])
3. Долни-Дыбник (14 792 человека, на 15.01.2010 15[8])
4. Гулянци (13 891 человек, на 15.01.2010 15[8])
5. Искыр (7910 человек, на 15.01.2010 15[8])
6. Кнежа (15 230 человек, на 15.01.2010 15[8])
7. Левски (22 432 человека, на 15.01.2010 15[8])
8. Никопол (10 812 человек, на 15.01.2010 15[8])
9. Плевен (147 109 человек, на 15.01.2010 15[8])
10. Пордим (6870 человек, на 15.01.2010 15[8])
11. Червен-Бряг (32 125 человек, на 15.01.2010 15[8])

## Известные земляки
- В 1901 году в селе Долни-Дыбник Плевенского округа родился самый, пожалуй, известный график и карикатурист Болгарии Илия Бешков.